# 岩田正
岩田 正（いわた ただし、1924年4月30日 - 2017年11月3日）は、日本の歌人、評論家。妻で歌人の馬場あき子と「かりん」を創刊。

## 来歴
東京世田谷駒沢生まれ。国士舘中学校在学中に短歌を知る。早稲田大学高等学院予科を経て、早稲田大学文学部国文科卒。在学中の1946年に早稲田大学短歌会に入会し、同年歌誌「まひる野」創刊に参加。窪田空穂、窪田章一郎に師事。また渡辺順三編集の「人民短歌」（後の「新日本歌人」）の編集手伝いを行う。大学卒業後、都立高等学校教諭となり定年退職まで務める。
1977年に「まひる野」を退会。1978年に馬場あき子とともに歌誌「かりん」を創刊。朝日カルチャーセンター、角川短歌通信講座などで短歌を指導。1974年、第1回「短歌」愛読者賞を受賞（同期受賞は山崎方代）。その後は長らく実作を離れ短歌評論に専念していたが、1987年秋より実作に復帰する。
2000年『和韻』で第28回日本歌人クラブ賞、2006年『泡も一途』で第40回迢空賞、2011年『岩田正全歌集』で第34回現代短歌大賞受賞。
2017年11月3日、心不全のため、自宅で入浴中に死去。93歳没。

## 著書
- 『靴音 岩田正歌集』まひる野会 まひる野叢書　1956
- 『抵抗的無抵抗の系譜 岩田正・エッセイ集』新読書社 1968
- 『釈迢空』1972 紀伊国屋新書
- 『短歌・日本の叙情 うたうこころと歌のこころ』東京大神宮社務所 大神宮文庫　1975
- 『土俗の思想』角川書店 1975
- 『窪田空穂論』芸術生活社 1976
- 『現代短歌の世界』国文社 現代歌人文庫　1981
- 『現代の歌人』牧羊社 1982
- 『歌と生 その源への問い 岩田正評論集』雁書館 雁叢書　1983
- 『短歌のたのしさ』1984 講談社現代新書
- 『歌の心・歌のいのち 岩田正評論集』雁書館 雁叢書 1990
- 『現代歌人の世界 作家の顔・作品の力』本阿弥書店 短歌ライブラリー　1990
- 『郷心譜 岩田正歌集』雁書館 かりん百番　1992
- 『レクエルド 想ひ出 岩田正歌集』本阿弥書店 かりん百番　1995
- 『いつも坂 岩田正歌集』短歌研究社 続かりん百番　1997
- 『熟年からの短歌入門』本阿弥書店 1997
- 『現代短歌愛のうた60人』本阿弥書店 2000
- 『和韻 岩田正歌集』短歌研究社 続かりん百番 2000
- 『現代短歌をよみとく 主題がときあかすうたびとの抒情』本阿弥書店 2002
- 『視野よぎる 岩田正歌集』ながらみ書房 かりん叢書　2002
- 『泡も一途 歌集』2005 角川短歌叢書
- 『鴨の歌へる 岩田正歌集』短歌新聞社 新現代歌人叢書　2007
- 『塚本邦雄を考える』本阿弥書店 2008
- 『背後の川 歌集』角川書店 かりん叢書　2010
- 『岩田正全歌集』砂子屋書房 2011
- 『歌集 柿生坂』 角川書店 2018

## 参考
- 文藝年鑑2007
- http://bookweb.kinokuniya.co.jp/htm/4046212624.html